# Carlo de Dominicis
Carlo de Dominicis, född 26 februari 1696 i Rom, död 2 oktober 1758 i Rom, var en italiensk arkitekt under senbarocken.

## Biografi
de Dominicis arbetade till en början under arkitekten Filippo Raguzzini och tillägnade sig ett borrominiskt formspråk, vilket märks i bland annat fasaden till kyrkan Santi Celso e Giuliano (1733). I fasaden laborerar de Dominicis med konvexa och konkava former och brutna pediment.
Vid Piazza Colonna renoverade de Dominicis kyrkan Santi Bartolomeo e Alessandro dei Bergamaschi och skapade bland annat fasadens krönande kurvlinjiga pediment. I norra Trastevere uppförde han 1740 kyrkan Sant'Eligio dei Sellari (riven 1902) med en ovanlig kupol med spåntak.
I kyrkan Sant'Agata dei Goti har de Dominicis utfört kardinal Carlo Bichis (1638–1718) gravmonument.
de Dominicis tillskrivs även fasaden till den rumänska nationens kyrka, San Salvatore alle Coppelle. Åren 1745–1747 företog han en restaurering av kyrkan Sante Orsola e Caterina.

## Bilder
| - Santi Celso e Giuliano. - Santi Bartolomeo e Alessandro dei Bergamaschi. - Sant'Eligio dei Sellari. - Gravmonument över kardinal Carlo Bichi i Sant'Agata dei Goti. - San Salvatore alle Coppelle. |